# Сапфір
Сапфі́р (від грец. ζαφείρως - sappheiros синій камінь, можливо від івр. ספּיר Sapir або перської назви із тим же значенням) (англ. sapphire; нім. Saphir) — мінерал класу оксидів та гідрооксидів, один із різновидів мінералу корунду, коштовне каміння різних відтінків, здебільшого синього кольору. Існують різновиди: фіолетовий, жовтий, помаранчевий, зелений, рожевий або безбарвний (лейкосапфір). Забарвлення зумовлене ізоморфними домішками.

## Історія
Етимологія назви точно не встановлена. Можливо, від грецьк. «саффейрос» — античної назви ювелірного синього каменю (частіше за все лазуриту). Можливо, за назвою острова Сапфір у Аравійському морі. Є версії про санскритське походження назви.
Сапфір набрав великої популярності як коштовне каміння, починаючи з 800 р. до н. е. Є свідчення, що королі носили сапфіри у кулонах, як потужний захист від злого ока. Вважалося, що сапфіри здатні оберігати свого володаря від заздрості і залучали божественну милість. Сингали на Шрі-Ланці також вважали, що коштовний сапфір служив захистом від чаклунства. У XII столітті сапфір був відомий як найкращий камінь для перснів священнослужителів.
Століттями сапфір асоціювався з царської любов'ю і романтикою. Асоціація була укріплена в 1981 році, коли британський принц Чарльз вручив обручку з синім сапфіром леді Діані Спенсер. До своєї смерті в 1997 році принцеса Ді, як її знали, зачаровувала і полонила світ. Її сапфіровий перстень допомагав зв'язати сучасні події з історією і казками.
В українській науковій літературі вперше описаний в лекції «Про камені та геми» Ф. Прокоповича (Києво-Могилянська академія, 1705—1709).

## Загальний опис
Хімічна формула: Al2O3 (оксид алюмінію). Синій — синій корунд, саламштейн.
Відомі сапфіри:
- Сапфір Стюартів
- Сапфір Логан
- Сапфір святого Едуарда

Сингонія тригональна. Характерні довгасті бочкоподібні кристали. Сапфір утворюється як магматичний мінерал у вигляді порфірових вкраплень у базальтах і лампрофірах, в лужних пегматитах і при гідротермально-метасоматичних процесах в жилах слюдистих плагіоклазитів. Супутні мінерали: рубін, шпінель, піроп, кварц, топаз, турмалін, циркон, хлорит, магнетит.
Промислове значення мають елювіальні, елювіально-делювіальні і алювіальні розсипи. Природний синій сапфір — коштовний камінь І порядку, інші різновиди — ІІ порядку. Особливо високо ціняться сапфіри густого волошкового кольору з Індії, Шрі-Ланки і Таїланду.
Густина 3,99-4,1. Твердість 9. Спайність відсутня. Зустрічається будь-якого кольору, крім червоного, частіше за все синій (від домішки Ti), фіолетовий, жовтий, помаранчевий, зелений, рожевий або безбарвний (лейкосапфір). Забарвлення зумовлене ізоморфними домішками. Від прозорого до непрозорого. Блиск скляний. Риса біла. Злом нерівний до раковистого. Плеохроїзм: у синього сапфіру чіткий, від темно- до зеленувато-жовтого і жовтого; у жовтого — слабкий, від зеленувато-жовтого до жовтого; у зеленого — слабкий, від жовтувато-зеленого до зеленого; у фіолетового — чіткий, від фіолетового до рожевого. Люмінесценція: у синього сапфіру — фіолетова або відсутня, у жовтого — оранжева, у безбарвного — від оранжевої до фіолетової. Іноді спостерігається ефект астеризму — поява світлої фігури шестипроменевої зірки (завдяки голчастим кристалам рутилу).

## Різновиди
Розрізняють:
- Сапфір австралійський (корунд зеленого кольору з Австралії),
- Сапфір аквамариновий (світло-блакитний сапфір),
- Сапфір альмандиновий (червоно-пурпуровий корунд),
- Сапфір аметистовий (корунд фіолетового кольору),
- Сапфір білий (безбарвний різновид корунду),
- Сапфір благородний (сапфір темно-блакитного кольору; зайва назва кордієриту),
- Сапфір бразилійський (торговельна назва коштовного блакитного прозорого турмаліну і топазу з родовищ Бразилії),
- Сапфір водний (коштовний блакитний різновид кордієриту з пляжних пісків о. Шрі Ланка; світло-синій корунд),
- сапфір-джиразоль (те ж саме, що й сапфір «котяче око»),
- Сапфір зелений (зайва назва зеленого корунду),
- Сапфір зірчастий (коштовний різновид корунду з явищами астеризму),
- Сапфір кашмірський (сапфір зі штату Кашмір, Індія),
- Сапфір «котяче око» або Сапфір котячий (різновид сапфіру з явищем опалесценції),
- Сапфір пурпуровий (зайва назва корунду фіолетового кольору),
- Сапфір реконструйований або штучний (синтетичний сапфір),
- Сапфір рисячий (коштовний темно-синій різновид сапфіру з о. Шрі Ланка),
- Сапфір річковий (сапфір яскраво-блакитного кольору з шт. Монтана, США),
- Сапфір сіамський (сапфір з Таїланду),
- Сапфір східний (торговельна назва корунду синього кольору),
- Сапфір фальшивий (торговельна назва виробного синього кордієриту),
- Сапфір чоловічий (застаріла назва індиго-синього сапфіру),
- Сапфір шпінелевий (шпінель блакитного кольору),
- сапфір-шпінель (шпінель синього кольору),
- сапфір штучний (сапфір, одержаний синтетично), сапфір штучний Лінд (торговельна назва штучного сапфіру, одержаного фірмою Linde Air Products, США).

Промислове значення мають елювіальні, елювіально-делювіальні і алювіальні розсипи. Природний синій сапфір — коштовний камінь І порядку, інші різновиди — ІІ порядку. Особливо високо ціняться сапфіри густого волошкового кольору з Індії (Кашмір), Шрі-Ланки (Сабарагамува) і Таїланду. Інші родовища: Могок (Верхня М'янма), Його-Галч (штат Монтана, США). Сапфіри також добувають в американському штаті Північна Кароліна, в Австралії (штати Квінсленд, Вікторія, Новий Південний Уельс), Росії та Південно-Африканській Республіці. Наприкінці 1990-х років на Мадагаскарі було відкрито значне родовище сапфірів: до початку XXI століття видобуток сапфірів на острові склав близько половини світового видобутку.

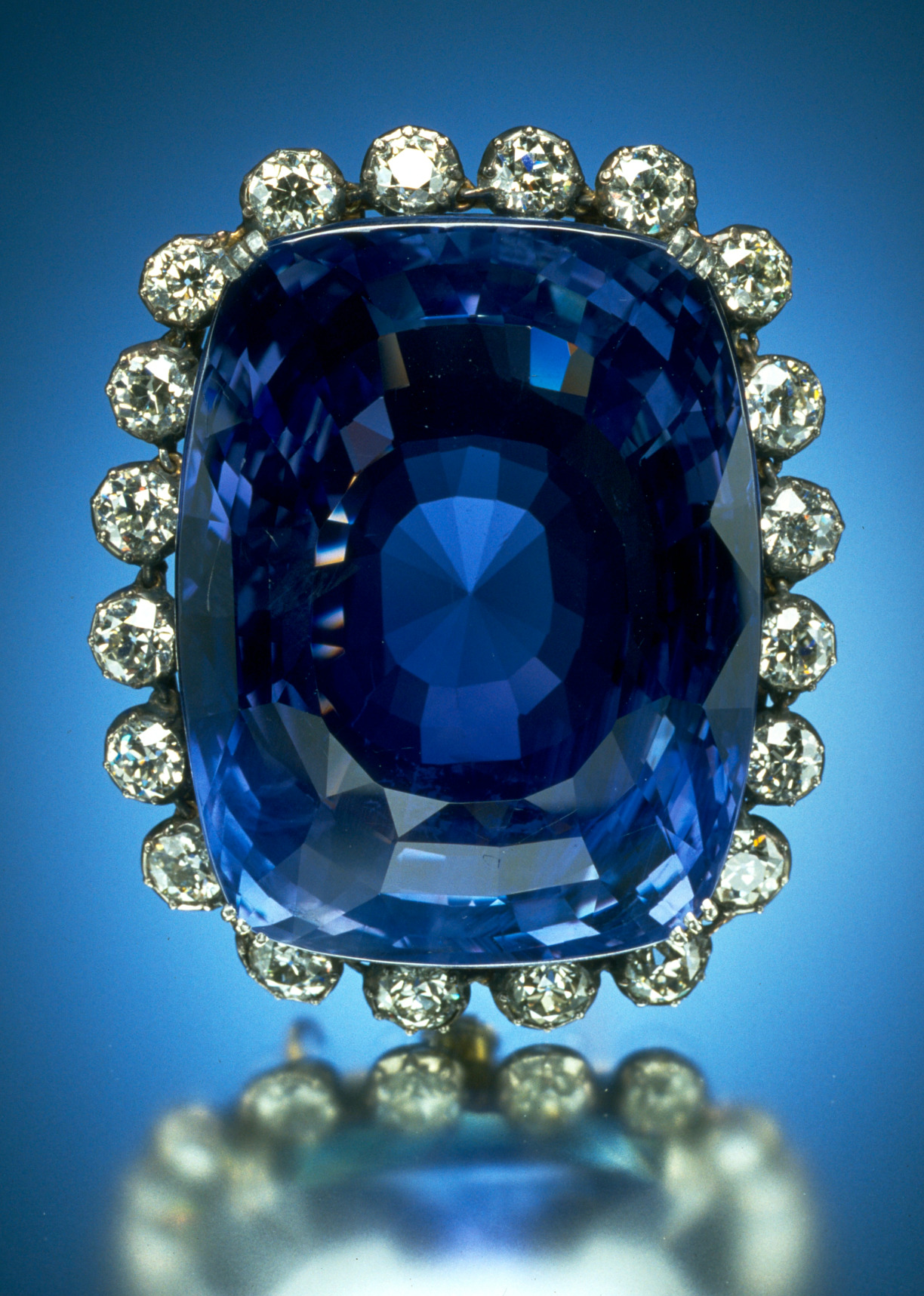
Блакитний сапфір Логан, 423 карат
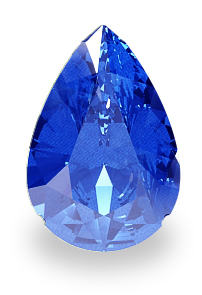
Блакитний сапфір у формі сльози
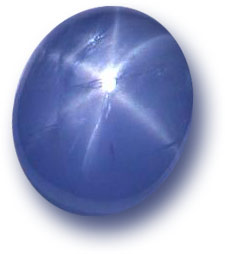
Сапфір зірчастий
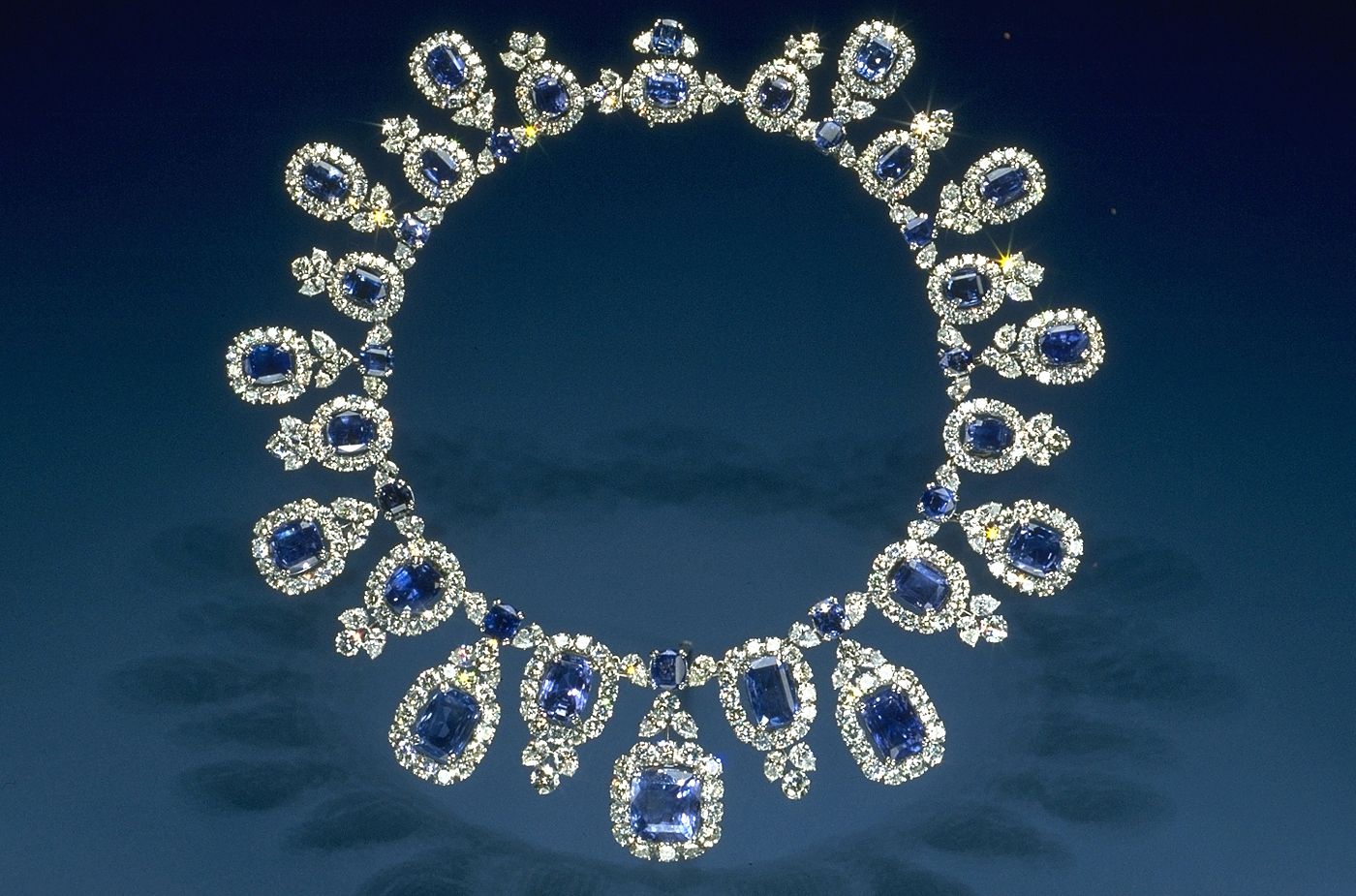
Кольє з сапфірів та діамантів
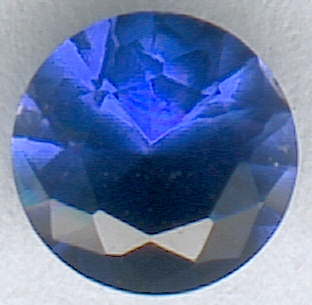
Синтетичний сапфір

Синтетичні сапфіри випускаються комерційно з 1902 року. Штучний сапфіровий матеріал ідентичний натуральному сапфіровому зразку, за винятком того, що його можна виготовити без недоліків, які є в природних каменях. Значна їхня частина споживається ювелірною промисловістю, але більшість синтетичних сапфірів використовується для виготовлення ювелірних підшипників, вимірювальних приладів, штампів та інших спеціалізованих компонентів; деяка їхня частина також використовується як високоякісний абразив.

## Гірничі розробки
Основні місця комерційного видобутку сапфірів і рубінів включають такі країни: Афганістан, Австралія, М’янма, Камбоджа, Китай, Колумбія, Індія, Кенія, Лаос, Мадагаскар, Малаві, Непал, Нігерія, Пакистан, Шрі Ланка, Таджикистан, Танзанія, Таїланд, США та В'єтнам. Сапфіри з різних географічних місць можуть мати різний вигляд або концентрацію хімічних домішок і, як правило, містити різні типи мікроскопічних включень.
Сапфір Логан, Зірка Індії, Зірка Адама і Зірка Бомбея походять із шахт Шрі-Ланки. Станом на 2010-і роки Мадагаскар був світовим лідером у виробництві сапфірів, зокрема важливі родовища в місті Ілакака та навколо нього. До відкриття шахт Ілакака Австралія була найбільшим виробником сапфірів (наприклад, у 1987 році). У 1991 році в Андранондамбо на півдні Мадагаскару було виявлено нове джерело сапфірів.
У Північній Америці сапфіри видобувають переважно з родовищ у Монтані. Кілька дорогоцінних сапфірів і рубінів також були знайдені в районі Франкліна, Північна Кароліна .
Сапфірові родовища Кашміру добре відомі в галузі дорогоцінного каміння, хоча їх пік виробництва припав на відносно короткий період у кінці дев’ятнадцятого та на початку двадцятого століть. Ці родовища розташовані в долині Паддар. регіону Джамму штату Джамму і Кашмір в Індії. Вони мають надзвичайно яскравий синій відтінок у поєднанні з таємничим і майже сонним відтінком, який деякі ентузіасти дорогоцінних каменів описують як «блакитний оксамит». Походження з Кашміру вносить значний внесок у цінність сапфіра, і більшість корунду кашмірського походження можна легко ідентифікувати за його характерним шовковистим виглядом і винятковим відтінком.
Світовий рекорд ціни за карат сапфіру на аукціоні належить сапфіру з Кашміру в каблучці, який у жовтні 2015 року був проданий приблизно за 242 000 доларів США за карат.

## Синтетичний сапфір
У 1902 році французький хімік Огюст Верней оголосив про процес виробництва синтетичних кристалів рубіна. У термічному синтезі (процес Вернейля) дрібний порошок глинозему обробляється в киснево-водневому полум'ї, яке спрямовується вниз на керамічну підставку. Після успішного синтезу рубіна Верней зосередив свої зусилля на сапфірі. Синтез блакитного сапфіра відбувся в 1909 році після того, як хімічний аналіз сапфіру показав Вернейлю, що причиною синього кольору є залізо і титан. У 1911 році Верней запатентував процес виробництва синтетичного синього сапфіру .
Ключ до процесу полягає в тому, що порошок глинозему не плавиться, коли він падає крізь полум’я. Натомість він утворює агломераційний конус на постаменті. Коли кінчик цього конуса досягає найгарячішої частини полум’я, кінчик плавиться. Таким чином, зростання кристала починається з крихітної точки, забезпечуючи мінімальну деформацію.
Далі до полум’я додається більше кисню, завдяки чому воно горить трохи сильніше. Це розширює зростаючий кристал убік. При цьому п’єдестал опускається з такою ж швидкістю, як росте кристал по вертикалі. Глинозем у полум’ї повільно осідає, утворюючи краплеподібну «бульку» сапфірового матеріалу. Цей етап триває до тих пір, поки не буде досягнуто бажаного розміру, полум'я вимкнеться і кристал охолоне. Тепер витягнутий кристал піддається великій деформації через високий температурний градієнт між полум’ям і навколишнім повітрям. Щоб усунути це механічне напруження, по кристалу, який тепер має форму пальця, постукають долотом, щоб розділити його на дві половини.
Через вертикальне пошарове зростання кристала та вигнуту верхню поверхню росту (яка починається від краплі), кристали відображатимуть вигнуті лінії росту, що слідують за верхньою поверхнею бульки. Ця картина відрізняється від природних кристалів корунду, які мають кутові лінії росту, що розширюються з однієї точки та слідують за плоскими гранями кристала.
Синтетичний сапфір також виробляється промисловим шляхом із агломерованого оксиду алюмінію, спеченого та сплавленого (наприклад, шляхом гарячого ізостатичного пресування в інертній атмосфері, утворюючи прозорий, але злегка пористий полікристалічний продукт.

## Цікаві факти
- Майже половину синіх сапфірів світу дала Шрі-Ланка (острів Цейлон), де розробка родовищ корунду триває близько двох тисячоліть. Один з найбільших сапфірів знайдено на острові Шрі-Ланка — масою 19 кг (95 000 карат).
- 2020 року на Шрі-Ланці знайдено брилу зірчастого сапфіру масою близько 510 кг і вартістю близько 100 млн доларів.[14]
- Найбільший помаранчевий сапфір — камінь масою 57,3 карат з британської колекції.
- Найбільший огранений сапфір — «Чорна зірка Квінсленду» масою 733 карат.
- Широко відомі у світі сапфіри британської корони «Сапфір Стюартів», «Сапфір святого Едуарда».
- У США в Американському музеї природничої історії зберігаються вирізані з великих кристалів сапфіру скульптурні портрети президентів США: Авраама Лінкольна (2302 кар.), і Дуайта Ейзенхауера (2097 кар.).
- Широко відомі у світі «Сапфір Стюарта» (3,8х2,5 см), «Сапфір Святого Едуарда», сапфіри «Розполі» (135 кар.), «Зірка Індії» (563 кар.), «Північна зірка» (116 кар.), «Зірка Азії» (330 кар.), «Логан» (423 кар.) та ін.